# Giorgio Des Geneys

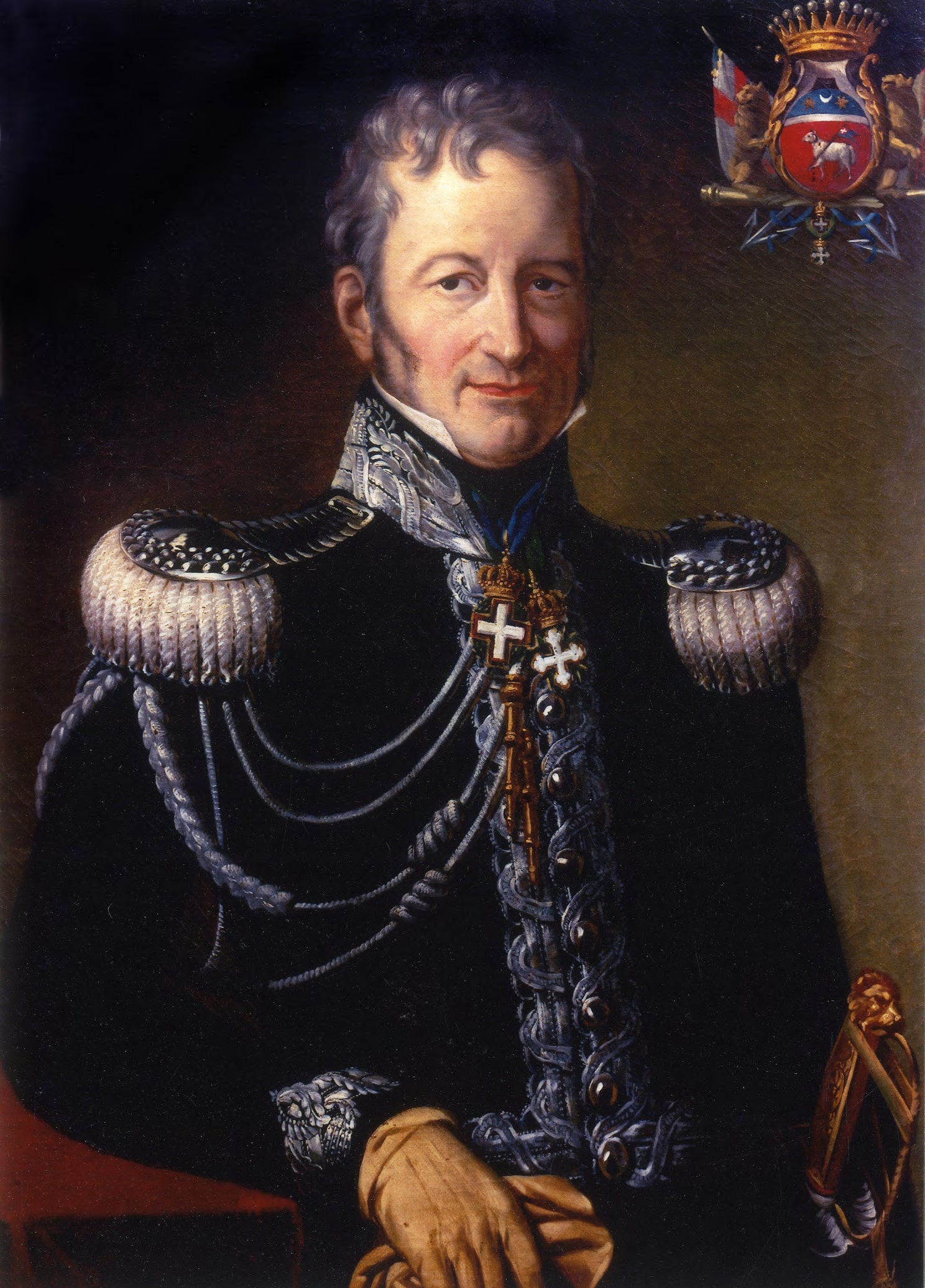
Giorgio Des Geneys

Graf und Baron Giorgio Andrea Agnès Des Geneys (* 29. April 1761 in Chiomonte, Piemont; † 3. Januar 1839 in Genua) war ein Admiral des Königreiches Sardinien-Piemont. Nach dem Ende der napoleonischen Herrschaft gründete er ab 1814 die Marine des Königreiches neu, die 1861 dann in der italienischen Marine aufging.

## Leben
Mit 12 Jahren trat er als Offiziersanwärter in die kleine Marine des Hauses Savoyen ein. Diese im 16. Jahrhundert von Emanuel Philibert von Savoyen gegründete Marine hatte 1571 unter Admiral Andrea Provana an der Schlacht von Lepanto teilgenommen und in den Jahrhunderten danach vorwiegend gegen nordafrikanische Piraten gekämpft. Auch der junge Marineoffizier Giorgio Des Geneys nahm an Gefechten gegen Piraten teil, so im Jahr 1776 in der Reede von Bizerta. Am 13. Juli 1789 eroberte er drei Piratenschiffe, die umgehend in die sardisch-piemontesische Marine übernommen wurden.
Nachdem die Regierung in Turin im September 1792 die Forderung der Französischen Republik nach einer Abtretung der Grafschaft Nizza abgelehnt hatte, besetzten französische Revolutionstruppen Nizza und Villafranca. Giorgio Des Geneys entkam mit seiner San Vittorio. Zunächst dachte er daran, im Atlantik gegen die französische Schifffahrt zu operieren. Stattdessen beteiligte er sich an der Koalition, die den Hafen von Toulon gegen Napoleon verteidigte. Nach dem Sieg Napoleons steckte die Besatzung die San Vittore in Brand und stach mit der moderneren und besser bewaffneten französischen Fregatte Alceste in See. Ein französisches Geschwader eroberte jedoch die Alceste kurz darauf nach einem schweren Gefecht wieder zurück; Des Geneys kam bis 1795 in Gefangenschaft.
Nachdem er sich 1798 als Gouverneur noch bei der Verteidigung von Oneglia ausgezeichnet hatte, folgte er dem König nach Sardinien, wohin sich dieser nach dem Verlust des Piemont begeben hatte. Auf Sardinien übernahm Des Geneys 1801 den Befehl über die Reste der Königlichen Marine. Unter dem Bootsmann Domenico Millelire hatte diese sich dort 1793 beim Gefecht bei La Maddalena gegen die Franzosen ausgezeichnet. Während sich im Mittelmeer nunmehr vorwiegend britische Flottenverbände unter Nelson um die Franzosen kümmerten, kämpfte Des Geneys wiederum gegen nordafrikanische Piraten, die wiederholt Küstenorte der Insel überfielen und plünderten (u. a. Carloforte). Am 15. September 1804 gelang Des Geneys nach einem längeren Gefecht die Eroberung von zwei gut bewaffneten Piratenschiffen, zu denen am 28. Juli 1811 bei Teulada zwei weitere hinzu kamen.
Nach der Restauration nahm Des Geneys als Diplomat am Wiener Kongress teil, auf dem 1814 u. a. der Anschluss Liguriens an das Sardinien-Piemont beschlossen wurde. Nach dem Kongress wurde er Gouverneur von Genua und übernahm von Giuseppe Thaon di Revel übergangsweise die Leitung der neuen Carabinieri-Truppe. Ab 1815 baute er als Befehlshaber der Marine die Flotte praktisch neu auf und gründete 1816 auch die Königliche Marineschule, die sich um die Ausbildung des Offiziersnachwuchses kümmerte.
Schon wenige Jahre später kreuzten moderne piemontesische Schiffe in der Ägäis und vor Nordafrika. Als der Bey von Tripolis Sondertribute forderte und mit Überfällen drohte, entsandte die Regierung in Turin eine Diplomatendelegation nach Tripolis, die von Des Geneys Kriegsschiffen eskortiert wurde. Als der Bey während der Verhandlungen seine Drohungen erneuerte, setzten Enterkommandos in der Nacht zum 27. September 1825 mehrere Kriegsschiffe des Bey in Brand. Daraufhin verzichtete er auf weitere Forderungen. Kurz darauf wurde auch der Bey von Tunis gezwungen, ein piemontesisches Handelsschiff herauszugeben, das ohne Grund beschlagnahmt worden war.
Admiral Giorgio Des Geneys kümmerte sich auch in den Jahren danach um den Ausbau der Marine und um den Schutz der Küsten und der Schifffahrt gegen Überfälle nordafrikanischer Piraten. Die Flotte trug wiederholt zum Erfolg diplomatischer Initiativen bei und ermöglichte oder beschleunigte auch den Abschluss von Handelsverträgen mit nordafrikanischen Herrschern.